# Delphacodes tasmani
Delphacodes tasmani är en insektsart som först beskrevs av Frederick Arthur Godfrey Muir 1923.  Delphacodes tasmani ingår i släktet Delphacodes och familjen sporrstritar. Inga underarter finns listade i Catalogue of Life.